# Џони Инглиш: Поново рођен
Џони Инглиш: Поново рођен (енгл. Johnny English Reborn) је шпијунска комедија из 2011. режисера Оливера Паркера и сценаристе Хамиша Мекоја. Представља наставак филма Џони Инглиш (2003), други је филм у истоименом серијалу и снимљен је у америчко-британској продукцији Јуниверсал пикчерса. У главној улози је Роуан Аткинсон, који репризира насловну улогу, а у осталим улогама су Џилијан Андерсон, Доминик Вест, Розамунд Пајк, Данијел Калуја и Ричард Шиф који се појављују као нови ликови. 
Као и његов претходник, филм је пародија на шпијунске филмове, првенствено филмове о Џејмс Бонду и друга је сарадња Роуана Аткинсона и Тима Мекинерија, након серије Црна Гуја. Филм је добио углавном мешане критике, а широм света је зарадио преко 160 милиона долара.
Премијерно је приказан 7. октобра 2011. у Уједињеном Краљевству и био је најуспешнији филм по заради следеће две недеље, пре него што га је престигао филм Паранормална активност 3. У Северној Америци је премијерно приказан 21. октобра 2011. Наставак Џони Инглиш: Поново у акцији изашао је у октобру 2018.

## Радња
Роуан Аткинсон поново у улози невероватног тајног агента који не зна за страх и опасност у комедији-шпијунском трилеру „Џони Инглиш: Поново рођен”. У најновијој авантури, најневероватнији детектив у тајној служби Њеног величанства мора зауставити групу међународних убица пре него што елиминишу светског вођу и изазову општи хаос. Годинама после нестанка врхунског шпијуна МИ7, он бруси своје умеће у удаљеним областима Азије. Али кад његови надређени сазнају за атентат на кинеског премијера, морају пронаћи изузетно необичног агента. Пошто је поново потребан свету, Џони Инглиш се враћа на сцену. Имајући шансу да се искупи, мора да користи најновије технолошке справице како би решио заверу у KГБ-у, ЦИА, па чак и у МИ7. Пошто се приближава конференција државних главешина, он мора да искористи сваки трик који уме како би нас све заштитио. За Џонија Инглиша, као опција можда постоји катастрофа, али неуспех никад.

## Улоге
| Глумац           | Улога                  |
| ---------------- | ---------------------- |
| Роуан Аткинсон   | Џони Инглиш            |
| Џилијан Андерсон | Памела Торнтон „Пегаз” |
| Доминик Вест     | Сајмон Амброс          |
| Розамунд Пајк    | Кејт Самнер            |
| Данијел Калуја   | Агент Колин Такер      |
| Ричард Шиф       | Тајтус Фишер           |
| Тим Мекинери     | Пач Квотермејн         |
| Марк Иванир      | Артјом Карленко        |